# 韦瑟尔恩
韦瑟尔恩是德国石勒苏益格－荷尔斯泰因州的一个市镇。总面积3.76平方公里，总人口1385人，其中男性693人，女性692人（2011年12月31日），人口密度368人/平方公里。